# Carles Riera i Fonts
Carles Riera i Fonts (Moià, 14 de maig de 1959) és un lingüista i prevere català, especialitzat en llenguatge científic.

## Biografia
És doctor en Filologia Catalana, llicenciat en Farmàcia i té la carrera de Teologia. Ha exercit de professor de llengua catalana des del 1975 fins avui i de català científic des de 1987. Actualment és professor de la Facultat de Ciències de la Comunicació i Relacions Internacionals Blanquerna i de la Facultat de Salut Blanquerna, ambdues a la Fundació Blanquerna de la Universitat Ramon Llull.
És coautor, amb Joan Martín i M. Antònia Julià, del Diccionari de palinologia (2003) i, amb C. Garrido, del Manual de galego científico (2000). És editor, juntament amb J. Vallès, de Pompeu Fabra, Pius Font i Quer i Miquel de Garganta. Un epistolari fonamental per a la lexicografia científica catalana (1928-1953) (1991). Ha publicat articles sobre llengua i història en butlletí del Col·legi de Doctors i Llicenciats en Filosofia i Lletres i en Ciències, Serra d'Or, Llengua Nacional, Acta Botanica Barcinonensia, Zeitschrift für Katalanistik, Terminàlia, entre altres publicacions. Avui treballa en un estudi sobre el lèxic de les ciències de la salut.

## Publicacions (llibres)
- 1982 - Lèxic de l'educació en l'esplai. Barcelona: Generalitat de Catalunya
- 1983 - Coses de Moià i gent moianesa (I i II). Sant Cugat del Vallès: E. R. Edicions Catalanes
- 1989 - Quasi-memòries d'en Quim Viñas. Barcelona: El Llamp
- 1992 - Manual de català científic. Orientacions lingüístiques. Barcelona: Claret
- 1993 - Manual de català científic. Orientacions lingüístiques. Barcelona: Claret[1]
- 1993 - Caracterització de l'idiolecte d'un parlant de Moià. Barcelona: Claret (tesi de llicenciatura)
- 1994 - El llenguatge científic català. Antecedents i actualitat. Barcelona: Barcanova
- 1994 - Vida del beat Francesc Xavier Ponsa. Moià: La Tosca
- 1995 - En Nofre de Binibassí. Barcelona: Publicacions de l'Abadia de Montserrat
- 1998 - Curs de lèxic científic. 1. Teoria. Barcelona: Claret
- 2000 - El lèxic científic català de la botànica. Barcelona: Claret (tesi doctoral)
- 2002 - Els germans Batlles Torres-Amat, metges moianesos. Barcelona: Universitat de Barcelona
- 2003 - L'home senzill. Esbós biogràfic de Mn. Agustí Sala i Pagès. Ripoll: Edicions Maideu
- 2003 - Apunts sobre pintura moianesa. Moià: autoedició
- 2005 - Manual de redacció científica. Barcelona: Claret
- 2014 - Manual de traducció de textos científics de l'anglès al català. Barcelona: Claret
- 2019 - Aspectes sintàctics i estilístics de la llengua catalana. Barcelona: Claret - ISBN 9788491362067
- 2019 - Déu a prop. Barcelona: Claret
- 2019 - Història natural. Barcelona: Claret
- 2021 - El parlar de l'Alta Segarra. Barcelona: Claret - ISBN 978-84-9136-397-2
- 2024 - Vocabulari de farmàcia i medicina, antic i modern. Barcelona: Fundació Dr. Antoni Esteve - ISBN 978-84-1242-478-2
- 2025 - Fe i vida. Comentaris als evangelis dels diumenges dels tres cicles i de les festes. Barcelona: Claret - ISBN 9788491365853